# Vlaho Bukovac
Vlaho Bukovac (születési neve: Biagio Faggioni) (Cavtat, 1855. július 4.  – Prága, 1922. április 23.) horvát festőművész, a horvát szecesszió kiemelkedő alakja.

## Élete
Kis halászfaluban született az Adriai-tenger partján olasz apától és horvát anyától. Tizenévesen nagybátyjával New Yorkba hajózott. San Franciscóban kezdett autodidakta módon festeni. 1876-ban visszatért hazájába. A tehetséges fiatalember Medo Pucić költő és Josip Juraj Strossmayer püspök anyagi támogatásával Párizsban tanult 1877 és 1880 között Alexandre Cabanelnél.
A  Montmartre-on lakott kertes házban, számos képét festette a szabadban. A barbizoni iskola és az impresszionisták is hatottak művészetére. A Vicars Brothers brit műkereskedők vásárolták meg több festményét. 1882–83-ban Belgrádban és Cetinjében festette a Karađorđević család néhány tagjának portréját. 1893-ban Izidor Kršnjavi rábeszélésére hazatért. Fiatal horvát festők csatlakoztak hozzá, akik szakítottak a hagyományokkal, s a zágrábi színes iskola külföldön is híres lett. A horvát Salon kiállítás ellentétes véleményeket váltott ki, Bukovac csalódottan tért vissza szülőfalujába.
1902-ben családjával együtt Bécsbe költözött. 1903-ban kezdett tanítani a prágai Szépművészeti Akadémián. 1908-ban a horvát nacionalista érzelmű festők társaságának, a Medulić Társaságnak lett elnöke. 1905-ben a Szerb Királyi Akadémia, 1919-ben a Jugoszláv Tudományos és Szépművészeti Akadémia tagjává választották. 1919-ben a cseh delegáció tagjaként részt vett a párizsi békekonferencián Versailles-ban.

## Festményei

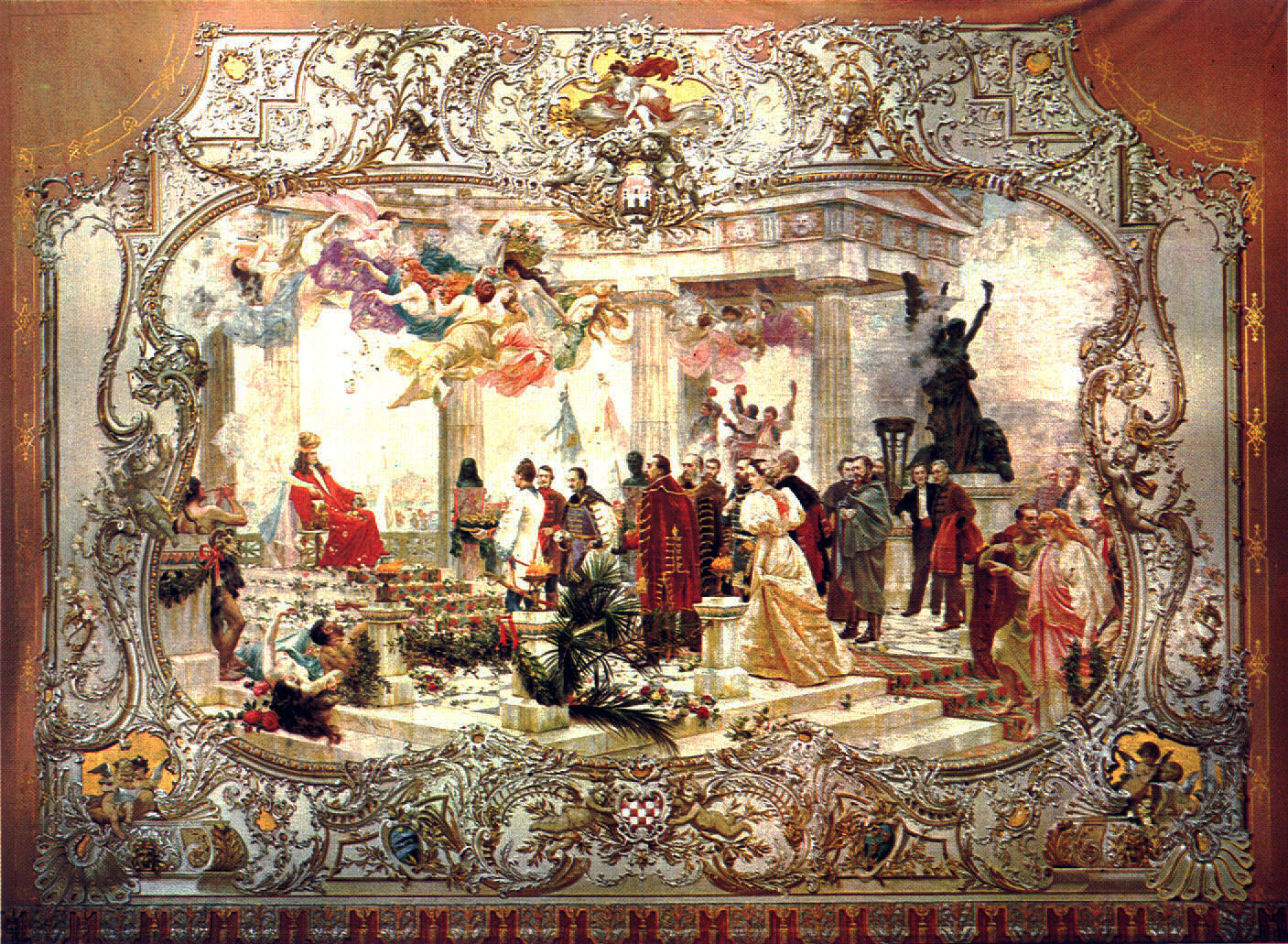
Horvát nemzeti újjászületés
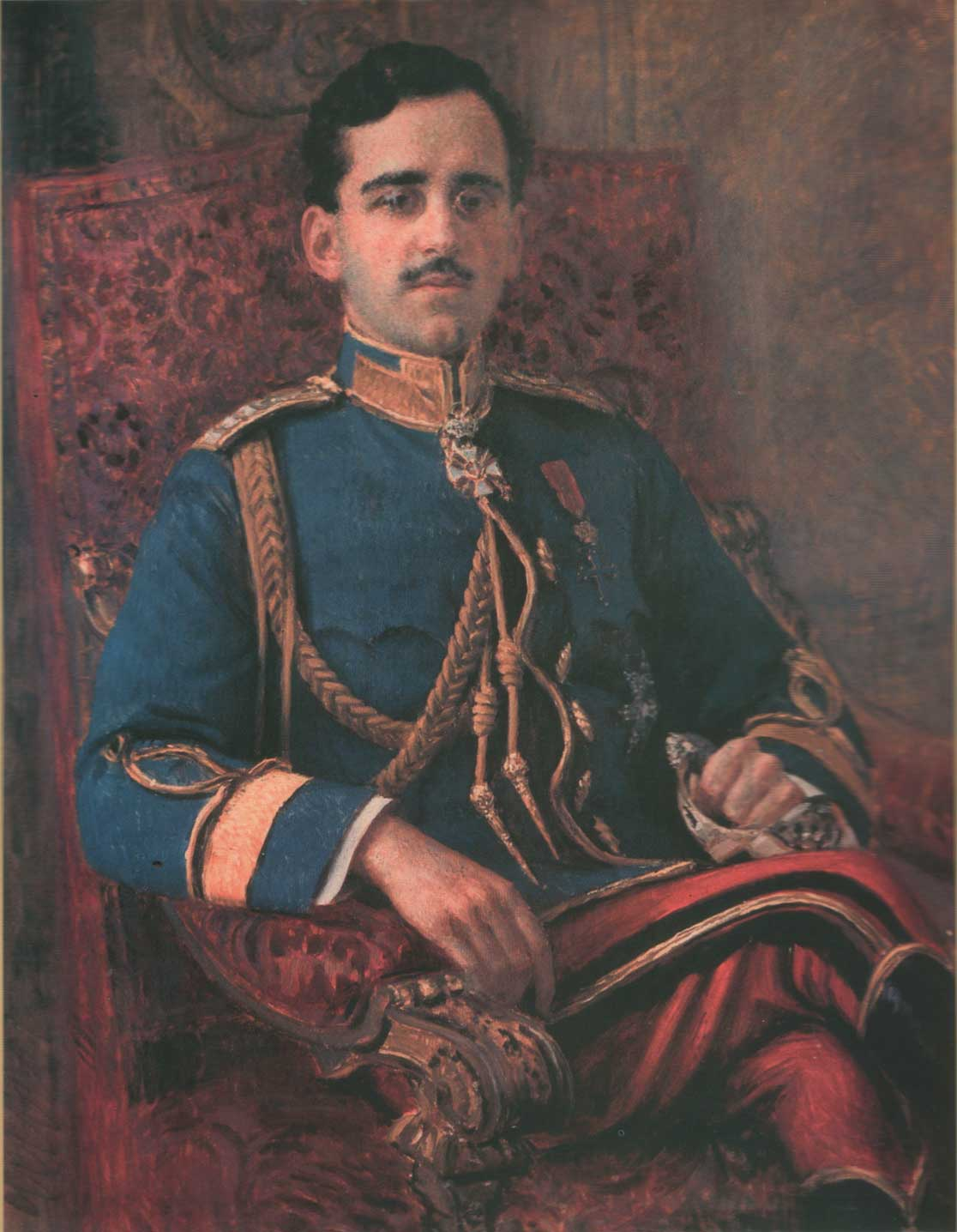
I. Sándor jugoszláv király
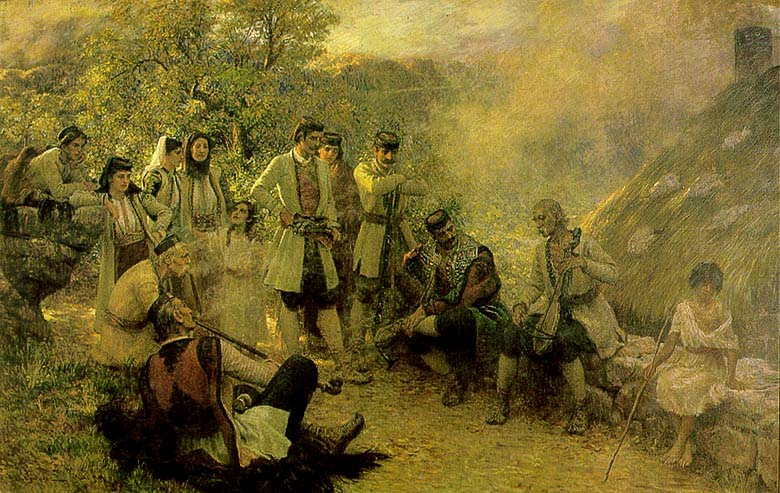
Guszlár dalnokok
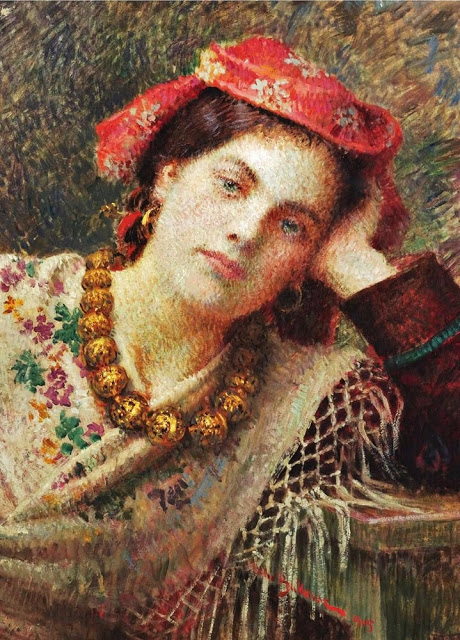
Álmodozó nő
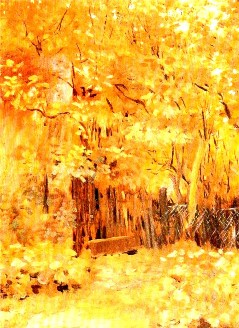
Ősz